# Амалия фон Хесен-Дармщат
Амалия Фридерика фон Хесен-Дармщат (на немски: Amalie Friederike von Hessen-Darmstadt; * 20 юни 1754, Пренцлау, Германия; † 21 юни 1832, Брухзал, Германия) е германска принцеса.

## Произход
Дъщеря е на ландграф Лудвиг IX фон Хесен-Дармщат (1719 – 1790) и Каролина фон Пфалц-Цвайбрюкен (1721 – 1774).
- Амалия фон Хесен-Дармщат

## Фамилия
На 15 юли 1775 Амалия се омъжва за първия си братовчед, принц Карл Лудвиг фон Баден (1755 – 1801) от Дом Баден, клон на Дом Церинги. Двамата имат осем деца:
- Амалия Кристина (1776 – 1823), неомъжена
- Каролина (1776 – 1841), близначка на Амалия Кристина

∞ 1797 крал Максимилиан I Йозеф Баварски (1756 – 1825)
- Луиза (1779 – 1826)

∞ 1793 цар Александър I от Русия (1777 – 1825)
- Фридерика (1781 – 1826)

∞ 1797 (разведена 1812) крал Густав IV Адолф от Швеция (1778 – 1837)
- Мария Елизабета Вилхелмина (1782 – 1808)

∞ 1802 херцог Фридрих Вилхелм фон Брауншвайг-Волфенбютел (1771 – 1815)
- Карл Фридрих (1784 – 1785)
- Карл (1786 – 1818), велик херцог на Баден

∞ 1806 принцеса Стефани дьо Боарне (1789 – 1860)
- Вилхелмина Луиза (1788 – 1836)

∞ 1804 велик херцог Лудвиг II фон Хесен (1877 – 1848)